# Hüseyin Özkan
Hüseyin Özkan rodným jménem Chasan Bisultanov (* 20. ledna 1972 Argun, Sovětský svaz) je bývalý sovětský, ruský a turecký zápasník–judista čečenské národnosti, olympijský vítěz z roku 2000. Turecko reprezentoval od roku 1994.

## Sportovní kariéra
Zápasení se věnoval od 9 let v rodném Argunu pod vedením Ibragima Ajubova. Judu se věnoval od 16 let, kdy si ho jako nadaného sportovce stáhnul do Groznyho Felix Kucel. V ruské seniorské reprezentaci se pohyboval od roku 1992 v superlehké váze do 60 kg. Koncem roku 1993 přijal z finančních důvodu nabídku reprezentovat Turecko, kde působil jako trenér krajan Leva Sultanov. K urychlení získání tureckého občanství podstoupil změnu jména na Hüseyin Özkan. V prvních letech se však výrazně neprosazoval z důvodu složité adaptace na nové prostředí a také z probíhajícího válečného konfliktu doma v Čečensku. V roce 1996 se přidaly problémy se shazováním váhy a v pololehké váze, ve které nově startoval, nebyl nominován na olympijské hry v Atlantě na úkor Bektaşe Demirela.
Průlom ve sportovní kariéře přišel od roku 1997. V roce 2000 odjížděl jako favorit na jednu z medailí na olympijské hry v Sydney. Svým typickým defenzivním stylem a kontrachvaty se probojoval do finále, ve kterém kontroval technikou uči-mata-makikomi zvedačku Francouze Larbi Benboudaouda a získal zlatou olympijskou medaili. V roce 2003 si na podzim vážně poranil koleno a po prodělané operaci přišel o možnost bojovat o start na olympijských hrách v Athénách. Sportovní kariéru ukončil v roce 2006. V Turecku se věnuje trenérské práci.
Hüseyin Özkan byl levoruký judista, s nestandardním úchopem. Bojoval z hlubokého předklonu a útočil především z boje zblízka kontrachvaty. Jeho oblíbenou technikou bylo sode-curikomi-goši a uči-mata v kombinaci se strhem makikomi.

## Výsledky
| Turnaj             | Sovětský svaz   | Rusko           | Rusko           | Turecko         | Turecko         | Turecko        | Turecko        | Turecko        | Turecko        | Turecko        | Turecko        | Turecko        | Turecko        | Turecko        | Turecko        |
| Turnaj             | 1991            | 1992            | 1993            | 1994            | 1995            | 1996           | 1997           | 1998           | 1999           | 2000           | 2001           | 2002           | 2003           | 2004           | 2005           |
| Turnaj             | 19              | 20              | 21              | 22              | 23              | 24             | 25             | 26             | 27             | 28             | 29             | 30             | 31             | 32             | 33             |
| Turnaj             | superlehká váha | superlehká váha | superlehká váha | superlehká váha | superlehká váha | pololehká váha | pololehká váha | pololehká váha | pololehká váha | pololehká váha | pololehká váha | pololehká váha | pololehká váha | pololehká váha | pololehká váha |
| ------------------ | --------------- | --------------- | --------------- | --------------- | --------------- | -------------- | -------------- | -------------- | -------------- | -------------- | -------------- | -------------- | -------------- | -------------- | -------------- |
| Olympijské hry     |                 | —               |                 |                 |                 | —              |                |                |                | 1.             |                |                |                | —              |                |
| Mistrovství světa  | —               |                 | —               |                 | úč.             |                | úč.            |                | 2.             |                | úč.            |                | 7.             |                | —              |
| Mistrovství Evropy | —               | —               | 2.              | úč.             | úč.             | —              | 1.             | úč.            | 3.             | úč.            | úč.            | 7.             | 3.             | —              | 7.             |
| MS juniorů         |                 | —               |                 |                 |                 |                |                |                |                |                |                |                |                |                |                |
| ME juniorů         | 1.              | —               |                 |                 |                 |                |                |                |                |                |                |                |                |                |                |